# Lil Skies
Kimetrius Christopher Foose (Chambersburg, Pensilvania; 4 de agosto de 1998), conocido por su nombre artístico Lil Skies, es un rapero estadounidense. Ha conseguido estar en el Billboard Hot 100 en seis ocasiones. Sus picos y éxitos más altos en dicha lista son: «I» (#39), «Nowadays» (#55) y «Red Roses» (#69).  
Actualmente pertenece a All We Got Entertainment a través de Atlantic Records. Su mixtape debut en el sello principal, Life of a Dark Rose, se lanzó el 10 de enero de 2018 y alcanzó el puesto número 10 en la lista Billboard 200. El mixtape fue certificado Oro por la RIAA el 9 de noviembre de 2018. El 7 de febrero de 2020, fue certificado Platino. 
El 1 de marzo de 2019, lanzó su álbum debut Shelby, el cual fue dedicado a su madre. Alcanzó el número 5 en la lista Billboard 200. 
El 22 de enero de 2021, sacó su segundo álbum de estudio titulado Unbothered, el cual más adelante tuvo su versión deluxe incluyendo nuevas canciones.

## Inicios
Foose comenzó a escribir canciones a la edad de 4 años. Su padre, Michael Burton Jr., le presentó la música, un artista de hip hop conocido profesionalmente como Dark Skies. El nombre artístico de Foose es una obra de teatro de su padre. Foose y su familia se mudaron a Waynesboro, Pensilvania cuando estaba en tercer grado.
Cuando tenía 11 años, su padre resultó herido en una explosión química en un lugar de trabajo en la planta de Rust-Oleum cerca de Williamsport, Maryland. Los dos escribirían un álbum, Father-Son Talk, discutiendo el proceso de recuperación. Foose se graduó de Waynesboro Area Senior High School en 2016 y asistió brevemente a la Universidad de Shippensburg de Pennsylvania antes de abandonar la escuela para centrarse en su carrera de rap. A pesar de mostrar a su padre en fotos, no se conoce a penas el rostro de la madre.

## Carrera
En octubre de 2016, Foose abrió para Fetty Wap en la Universidad de Shippensburg, y más tarde lanzó su primer mixtape, Alone, en enero de 2017. En julio de 2017, lanzó dos canciones, "Red Roses" con Landon Cube, y "Off The Goop" con Sprite Lee. Más tarde lanzaría otras canciones ese año, incluyendo "Rude" y "Signs of Jealousy".
El repertorio de sencillos de Foose llamó la atención de Atlantic Records, que se asoció con su propio sello, All We Got Ent. Lanzó su primer mixtape de sello principal, Life of a Dark Rose, el 10 de enero de 2018. El álbum debutó en el número 23 en la lista Billboard 200 y alcanzó su punto máximo en #10. Las canciones "Nowadays" y "Red Roses" (ambas con Landon Cube) debutaron en la lista de Billboard Hot 100 en #85 y #98 respectivamente, y desde entonces han alcanzado su punto máximo en #55 y #69 (también respectivamente). También hizo giras a nivel nacional con Lil Uzi Vert en 2017 y comenzó su gira "Life of a Dark Rose" en 2018, pero tuvo que terminar la gira antes de lo esperado debido a una enfermedad.
El 4 de mayo de 2018, "Lust" de Life of a Dark Rose se lanzó como el tercer sencillo oficial del álbum, alcanzando el #87 en el Billboard Hot 100 y fue certificada Gold por la RIAA. El 31 de mayo, lanzó "I Know You" con Yung Pinch, que alcanzó su punto máximo en 79 en el Billboard Hot 100.
El 1 de marzo de 2019, Lil Skies lanzó su álbum Shelby, a la vez que debutó el video musical del sencillo "I". El 21 de mayo de 2019, Lil Skies lanzó su nuevo single/video "Breathe" de su álbum de debut instantáneo Shelby.

## Vida personal
En febrero de 2019, Foose anunció que esperaba su primer hijo con su novia de muchos años.
Foose cita su propia canción "Red Roses" como su canción favorita personal, refiriéndose a la combinación musical con él y a Landon Cube como "épica". Foose usa sus redes sociales únicamente para promocionar su música, afirmando que lo hace para "no vivir mi vida a través de Internet". Cita a Lil Wayne como su mayor inspiración musical.
Foose intenta evitar las drogas tanto como sea posible después de ver que afectan negativamente las vidas de sus viejos amigos.
En una entrevista, Skies afirma que si no estuviera rapeando, le gustaría hacer algo de "cosas al aire libre tipo Bear Grylls" y que su pasatiempo favorito es la pesca.

## Discografía
- 2018: Life of a Dark Rose
- 2019: Shelby
- 2021: Unbothered

## Vídeos musicales
| Año  | Título                 | Director         | Artista (s)     |
| ---- | ---------------------- | ---------------- | --------------- |
| 2016 | "Da Sauce"             | Nicholas Jandora | N / A           |
| 2017 | "Some Way"             | Nicholas Jandora | N / A           |
| 2017 | "Rude"                 | Nicholas Jandora | N / A           |
| 2017 | "Signs of Jealousy "   | Nicholas Jandora | N / A           |
| 2017 | "Fake"                 | Nicholas Jandora | N / A           |
| 2017 | "Red Roses"            | Cole Bennett     | Con Landon Cube |
| 2017 | "Nowadays"             | Cole Bennett     | Con Landon Cube |
| 2017 | "Lonely"               | Cole Bennett     | Con Yung Bans   |
| 2018 | "Lettuce Sandwich"     | Nicholas Jandora | N / A           |
| 2018 | "Lavagirl"             | Nicholas Jandora | N / A           |
| 2018 | "Welcome to the Rodeo" | Cole Bennett     | N / A           |
| 2018 | "Lust"                 | Nicholas Jandora | N / A           |
| 2018 | "I Know You"           | Nicholas Jandora | Con Yung Pinch  |
| 2019 | "Real Ties"            | Xandros          | N / A           |
| 2019 | "Name in the Sand"     | Nicholas jandora | N / A           |
| 2019 | "I"                    | Cole Bennett     | N / A           |